# Suntech Power
Suntech Power Holdings Co, Ltd. (кит.: 尚德; піньїнь: Shàngdé) — китайське підприємство, найбільший у світі виробник фотоелектричних панелей найвищого класу Tier 1.

## Компанія
Компанія має вертикально інтегроване виробництво від вирощування кремнієвих кристалів до кінцевого складання фотоелектричних панелей.
Виробничі потужності Suntech Power розташовані в Китаї, Японії, Німеччині та США. Штаб-квартира розташована в місті Усі, провінція Цзянсу, Китай.
Рішення Suntech застосовуються для побудови комерційних і приватних сонячних електростанцій в організаціях різного рівня від домогосподарств до глобальних корпорацій.

## Історія
Suntech Power розробляє, виробляє і поставляє рішення для сонячної енергетики з 2001 року. З моменту випуску першої панелі виробник здійснив поставки понад 25 мільйонів одиниць у 80 країн світу.

## Продукція
Сонячні панелі захищені від впливу навколишнього середовища. Перед відвантаженням виробник проводить тестування експлуатації в важких умовах. До важких умов відносяться піщані бурі, експлуатація на морському узбережжі, аміачна корозія — IEC 61701, IEC 62716, DIN EN 60068-2-68. Панелі сертифіковані за силою вітру 3800 Pascal і навантаженні снігу 5400 Pascal. Такі технічні властивості продуктів Suntech дозволяють успішно експлуатувати їх у всіх регіонах і за будь-яких умов.
Гарантія виробника становить 12 років на відсутність браку і 25 років на зниження продуктивності сонячних панелей не нижче 80 % до 25-го року експлуатації.

## В Україні
Дистрибутором продукції Suntech в Україну є компанія MTI.